# Gardusayang
Gardusayang is een bestuurslaag in het regentschap Subang van de provincie West-Java, Indonesië. Gardusayang telt 5569 inwoners (volkstelling 2010).